# Cantonul Tournon-d'Agenais
Cantonul Tournon-d'Agenais este un canton din arondismentul Villeneuve-sur-Lot, departamentul Lot-et-Garonne, regiunea Aquitania, Franța.

## Comune
- Anthé
- Bourlens
- Cazideroque
- Courbiac
- Masquières
- Montayral
- Saint-Georges
- Saint-Vite
- Thézac
- Tournon-d'Agenais (reședință)